# Сенчиці
Се́нчиці — село в Україні, у Локницькій сільській громаді Вараського району Рівненської області.

## Опис
Поблизу протікає річка Прип'ять. Сільраді підпорядковані села Дубчиці, Прикладники.
Населення станом на 1 січня 2007 року становило 163 чол.
Є в селі школа І ступеню, клуб, бібліотека, фельдшерсько-акушерський пункт.
В роки Другої світової війни 25 жителів села воювали на фронтах та в партизанських загонах. За бойові заслуги 16 чоловік нагороджено орденами й медалями. Загинуло, захищаючи СРСР, 13 чоловік.

## Населення
Згідно з переписом УРСР 1989 року чисельність наявного населення села становила 231 особа, з яких 108 чоловіків та 123 жінки.
За переписом населення України 2001 року в селі мешкало 218 осіб.

### Мова
Розподіл населення за рідною мовою за даними перепису 2001 року:
| Мова       | Відсоток |
| ---------- | -------- |
| українська | 99,53 %  |
| російська  | 0,47 %   |